# Чорлулу Кёсе Бахир Мустафа-паша
Кёсе Бахир Мустафа-паша, также был известен как Чорлулу Бахир Мустафа-паша (тур. Çorlulu Köse Bahir Mustafa Paşa; ? — апрель 1765, Лесбос) — османский государственный деятель, трижды великий визирь Османской империи (1 июля 1752 — 17 февраля 1755, 1 апреля 1756 — 3 декабря 1756, 1 ноября 1763 — 30 марта 1765). Прозвище «Кёсе» — безбородый. Прежде чем стать великим визирем, он занимал пост имрахора — начальника султанских конюшен.

## Первый срок
Родился в городе Чорлу (Румелия). Его отцом был Софи Абдуррахман-паша. В ноябре 1749 года Кёсе Бахир Мустафа-паша был назначен первым имрахором.
1 июля 1752 года султан Махмуд I назначил Кёсе Бахира Мустафу-пашу великим визирем Османской империи. Но султан скончался 14 декабря 1754 года. Новый султан Осман III 17 февраля 1755 года освободил Кёсе Бахира Мустафу-пашу от занимаемой должности. Он был отправлен в ссылку в Митилини (Лесбос, Греция), а в июне 1755 года перемещен в Морею. (Греция).

## Второй срок
Его второй срок в качестве великого визиря был довольно коротким. Кёсе Бахир Мустафа-паша был назначен 30 апреля 1756 года и был уволен 3 декабря 1756 года. Он был сослан на греческий остров Родос . Новый великий визирь Koджа Рагып-паша был другом Чорлулу Кёсе Бахира Мустафы-паши, и он помог ему быть назначенным на различные должности в Митилини и Эгрибоз (Эвбея, Греция). 11 июня 1758 года он был назначен губернатором эялета Египет — это место он сохранил до 1762 года. Хотя он был назначен на должность губернатора эялета Алеппо (Сирия), но он отказался от этого назначения.

## Третий срок
Его последний срок в качестве великого визиря начался 1 ноября 1763 года во время правления султана Мустафы III. Однако его обвинили в коррупции. Он был уволен 30 марта 1765 года. В следующем месяце он был казнен в Митилини (Лесбос) по приказу султана.